# Loi mémorielle
Ne doit pas être confondu avec Loi sur la mémoire historique.
Une loi mémorielle est une loi déclarant, voire imposant, le point de vue officiel d'un État sur des événements historiques. À l'extrême, une telle loi peut interdire l'expression d'autres points de vue.
On peut citer, par exemple, l'interdiction à la vente de Mein Kampf, en vigueur dans plusieurs pays, où il est par ailleurs interdit de commercialiser ou diffuser des objets nazis. Les lois ou résolutions votées dans de nombreux parlements pour reconnaître l'existence du génocide arménien appartiennent également à la catégorie des lois mémorielles.
En Israël, la Loi du souvenir des martyrs et des héros en 1953 s'est concrétisée par la construction du mémorial de la Shoah, Yad Vashem.
Les memorial laws des États-Unis n'ont en revanche rien à voir avec les lois mémorielles telles que conçues en France. Il s'agit en fait de lois de portée générale auxquelles le législateur a accolé le nom d'une victime. Par exemple, au New Hampshire, la Brooke Blanchard Law, qui dispose qu'un conducteur mineur qui provoque un accident par négligence doit être jugé comme un adulte, porte le nom de la jeune victime d'un chauffard mineur en état d'ébriété.
En France, on peut citer la loi du 19 janvier 1816, "relative à l'anniversaire de l'exécution de Louis XVI", adoptée sur une proposition des Ultras.

## Conseil de l'Europe
Un protocole additionnel à la convention sur la cybercriminalité, « relatif à l'incrimination d'actes de nature raciste et xénophobe commis par le biais de systèmes informatiques », a été adopté le 30 janvier 2003 par le Conseil de l'Europe et soumis à la ratification des États membres et observateurs. Son article 6 est intitulé « Négation, minimisation grossière, approbation ou justification du génocide ou des crimes contre l’humanité ». La France l'a intégré dans sa législation le 19 mai 2005. Lors des débats en juin 2005 au Sénat belge sur l'intégration de ce protocole additionnel à la législation belge, la question de l'inclusion du génocide arménien a fait l'objet de vifs débats. Le protocole additionnel n'entrera en vigueur qu'après ratification par cinq États, au plus tôt le 1er mars 2006. Au 29 décembre 2005, vingt-cinq États, dont vingt-quatre membres du Conseil de l'Europe, plus le Canada, l'ont signé et cinq (Albanie, Chypre, Danemark — avec réserves —, Macédoine et Slovénie) l'ont formellement ratifié.

## Belgique
La loi du 23 mars 1995 tend à réprimer la négation, la minimisation, la justification ou l'approbation du génocide commis pendant la Seconde Guerre mondiale par le régime national-socialiste allemand. Son extension a été débattue au Sénat en juin 2005 et a achoppé sur la qualification juridique du génocide arménien. Un organisme de droit public, le Centre pour l'égalité des chances et la lutte contre le racisme, dépendant directement des services du Premier Ministre, est notamment chargé de veiller à l'application de cette loi en estant en justice le cas échéant.

## Espagne

### Années 1980: la peur de la mémoire
Après la dictature franquiste (1939-1975), pendant la période dite de la « transition démocratique » (1975-1982), le souvenir de la guerre civile (1936-1939) avait hanté les débats politiques et parlementaires : cela reflétait le traumatisme de la guerre civile et sa violence, mais aussi le fait que les politiques mémorielles franquistes et la gestion de l'histoire — notamment de la guerre civile par le régime franquiste — avait entretenu et aggravé une mémoire divisée.

### Années 1990: la revendication de la mémoire
Dans les années 1990, un renouvellement important de l'historiographie espagnole s'est accompagné d'une forte mobilisation en faveur de ce que les Espagnols ont appelé la « récupération de la mémoire historique » : des voix se sont élevées en Espagne pour réclamer un retour critique du pays sur son passé récent et refuser la vision irénique de la guerre civile comme un conflit fratricide dont tous les Espagnols seraient également coupables, pour exiger la condamnation du régime franquiste et la reconnaissance de ses victimes. La rupture des années 1990 reflète un changement générationnel : ces revendications sont portées par la génération des petits fils des acteurs de la guerre (notamment des Républicains), qui critiquent l’ambiguïté officielle vis-à-vis du franquisme et qui ont un discours très critique sur la « transition démocratique ».
Au départ ces voix sont très minoritaires et ce n'est qu'à la fin des années 1990 que ces revendications prennent de l'ampleur et bénéficient d'un relais médiatique. Au début des années 2000 est créée l'Association pour la récupération de la Mémoire Historique (ARMH), qui encourage les exhumations des fosses dans lesquelles gisent des victimes depuis la guerre pour leur donner une sépulture et leur rendre hommage. Et toutes ces initiatives s'accompagnent dans le monde journalistique de la production de nombreux documentaires sur les vaincus et sur la répression franquiste.

### Années 2000: une loi sur la mémoire
Le processus se poursuit au milieu des années 2000 par l'adoption de politiques mémorielles par le gouvernement socialiste de José Luis Rodríguez Zapatero, dont l'élément le plus important est l'adoption en 2007 de la Loi sur la mémoire historique (Ley de la Memoria Histórica) : cette « loi d'extension des droits aux victimes de la guerre civile et de la dictature » (Ley de extensión de derechos a los afectados por la Guerra Civil y la dictadura) est destinée à la réparation matérielle et symbolique des victimes du franquisme, ainsi qu'à faire retirer de l'espace public les symboles du régime franquiste, qui étaient encore très présents.
Cette politique mémorielle suscite de vives oppositions à droite, au sein du Parti populaire, ainsi que la proposition de projets alternatifs, comme celui d'Esquerra Republicana de Catalunya.

## France
À l'occasion du débat sur la loi sur d'éventuels « aspects positifs » de la colonisation, à l'automne 2005, le concept de lois mémorielles a été forgé en France pour désigner essentiellement la loi Gayssot, la loi Taubira, la loi sur la reconnaissance du génocide arménien et celle précisément sur l'existence alléguée de ce qui fut qualifié d'« aspects positifs » de la colonisation. Le débat sur la pertinence d'une telle intervention législative a été relancé, divisant tant la classe politique que la communauté scientifique et le monde de la presse. Il faut toutefois souligner la différence entre une loi effective comme la Loi Gayssot, assortie de sanctions pénales, et des lois déclaratives comme les trois autres, qui ne font qu'imposer des principes sans assortir cela de sanctions pénales.
Le texte du 23 février 2005 a provoqué la colère des historiens qui n'admettent pas que la loi écrive l'Histoire, d'autant qu'en l'espèce l'ingérence du législateur a pu être qualifiée d'entreprise de falsification confinant au révisionnisme. Dix-neuf des plus grands historiens français, émus de ce qu'ils perçoivent comme une atteinte à leur liberté scientifique, ont cosigné un texte intitulé « Liberté pour l'histoire ! » le 12 décembre 2005 demandant l'abrogation de cette loi, mais citant également les lois du 13 juillet 1990 réprimant les actes racistes, antisémites ou xénophobes, du 29 janvier 2001 reconnaissant le génocide arménien de 1915, du 21 mai 2001 reconnaissant la traite et de l'esclavage en tant que crime contre l'humanité. Les cosignataires de ce texte sont : Jean-Pierre Azéma, Élisabeth Badinter, Jean-Jacques Becker, Françoise Chandernagor, Alain Decaux, Marc Ferro, Max Gallo, Jacques Julliard, Jean Leclant, Pierre Milza, Pierre Nora, Mona Ozouf, Jean-Claude Perrot, Antoine Prost, René Rémond, Maurice Vaïsse, Jean-Pierre Vernant, Paul Veyne, Pierre Vidal-Naquet et Michel Winock. Certains historiens comme Pierre Nora, président de l'association Liberté pour l'histoire, parlent de « stalinisme de la pensée » ou de « soviétisation de l'histoire ».
Pour les trente et un juristes, historiens ou écrivains signataires de la contre-pétition du 20 décembre 2005, une différence importante existe entre ces lois et celle du 23 février 2005 : tandis que les autres lois n'auraient qu'une valeur « déclarative » et dénonceraient des crimes contre l'humanité (donc affirmation d'un rôle négatif), la loi du 23 février, au contraire, affirmerait un rôle positif. On se situerait dès lors selon des historiens comme Olivier Le Cour Grandmaison dans un « stupéfiant négationnisme ».
La députée Catherine Coutelle, vice-présidente de la mission d’information sur les questions mémorielles en 2008, rappelle l'ambiguïté de ce type de loi historienne, comme le souligne Robert Badinter, alors auditionné : « une loi mémorielle est une loi compassionnelle. La loi n’a pas à affirmer un fait historique même s’il est indiscutable. La Constitution ne le permet pas ». En novembre 2008, les députés prennent la décision de ne plus voter de lois mémorielles et de ne plus se prononcer que par résolutions dans le domaine de la mémoire.

### Loi du 13 juillet 1990, dite loi Gayssot
Loi adoptée sans saisine du Conseil constitutionnel par aucune des personnes compétentes. Son article 9 modifie la loi sur la liberté de la presse de 1881 en y introduisant un article 24 bis visant à interdire le négationnisme :
« Seront punis des peines prévues par le sixième alinéa de l'article 24 ceux qui auront contesté, par un des moyens énoncés à l'article 23, l'existence d'un ou plusieurs crimes contre l'humanité tels qu'ils sont définis par l'article 6 du statut du tribunal militaire international annexé à l'accord de Londres du 8 août 1945 et qui ont été commis soit par les membres d'une organisation déclarée criminelle en application de l'article 9 dudit statut, soit par une personne reconnue coupable de tels crimes par une juridiction française ou internationale. »
— Article 9 de la loi du 13 juillet 1990

### Loi du 29 janvier 2001 sur le génocide arménien
Texte de la loi (article unique)
« La France reconnaît publiquement le génocide arménien de 1915. 
La présente loi sera exécutée comme loi de l'État. »
— Loi du 29 janvier 2001 (article unique)
Peu avant sa mort, le doyen Georges Vedel avait signé un article, approuvé par Robert Badinter, dans lequel il considérait cette loi comme anticonstitutionnelle.
Le 5 février 2018, lors du dîner annuel du Conseil de coordination des organisations arméniennes de France, Emmanuel Macron annonce que la France allait faire du 24 avril « journée nationale de commémoration du génocide arménien ».

### Loi du 21 mai 2001 dite loi Taubira sur l'esclavage
La loi Taubira du 21 mai 2001 tendant à la reconnaissance de la traite et de l'esclavage en tant que crime contre l'humanité dispose que :
« Article 2.

Les programmes scolaires et les programmes de recherche en histoire et en sciences humaines accorderont à la traite négrière et à l'esclavage la place conséquente qu'ils méritent. La coopération qui permettra de mettre en articulation les archives écrites disponibles en Europe avec les sources orales et les connaissances archéologiques accumulées en Afrique, dans les Amériques, aux Caraïbes et dans tous les autres territoires ayant connu l'esclavage sera encouragée et favorisée. »
— Loi n° 2001-434 du 23 mai 2001
Cet article suit l'article 1 qui dispose que la république française reconnait la traite négrière comme un crime contre l'humanité, toutefois l'article 2 ne donne pas de directive sur l'orientation du traitement de cette page de l'histoire.

### Loi française du 23 février 2005 sur la présence française outre-mer
Actuellement, une grande partie de cette loi n'est plus en vigueur. Son alinéa 2 de l'article 4 déclarait :

« les programmes scolaires reconnaissent en particulier le rôle positif de la présence française outre-mer, notamment en Afrique du Nord et accordent à l’histoire et aux sacrifices des combattants de l’armée française issus de ces territoires la place éminente à laquelle ils ont droit. »

Cet alinéa a provoqué un scandale chez des historiens, dont certains ont qualifié ladite loi de « révisionniste ». Outre la question de l'existence d'une Histoire officielle, la polémique qui a remué l'opinion publique notamment dans les pays anciennement colonisés par la France, chez les personnes originaires de ces pays et résidant en France, ou encore dans les départements d'Outre-mer a entrainé le retrait de cette disposition dont le gouvernement a entendu se désolidariser. Elle a été déclassée par le Conseil constitutionnel (décision du 31 janvier 2006), sur saisine du Premier ministre (25 janvier 2006), puis abrogée par voie règlementaire (décret du 15 février 2006).
Mais subsiste notamment l'alinéa 1 de l'article 1 qui dispose :

« La Nation exprime sa reconnaissance aux femmes et aux hommes qui ont participé à l'œuvre accomplie par la France dans les anciens départements français d'Algérie, au Maroc, en Tunisie et en Indochine ainsi que dans les territoires placés antérieurement sous la souveraineté française. »

### Loi visant à réprimer la contestation de l'existence des génocides reconnus par la loi
Cette loi, adoptée par l'Assemblée nationale et le Sénat respectivement le 22 décembre 2011 et le 23 janvier 2012, complète la loi Gayssot en appliquant les mêmes sanctions en cas de contestation de l'existence d'un génocide reconnu par la loi (négation ou minimisation outrancière), à savoir le génocide juif pendant la Seconde Guerre mondiale et le génocide arménien pendant la Première Guerre mondiale. Cette loi vise ainsi particulièrement le génocide arménien, ce qui provoque la colère de la Turquie, dont le premier ministre Recep Tayyip Erdoğan dénonce une loi « discriminatoire » et « raciste », menaçant la France de sanctions.
Cette loi est contraire à la Constitution selon la commission des lois du Sénat et l'ancien président du Conseil constitutionnel Robert Badinter, pour qui « Le Parlement français n'a pas reçu de la Constitution compétence pour dire l'histoire. C'est aux historiens et à eux seuls qu'il appartient de le faire ». La loi est censurée par le Conseil constitutionnel le 28 février 2012. Début juillet, le président François Hollande annonce son intention de faire adopter une nouvelle loi, contre l'avis de son ministre des Affaires étrangères Laurent Fabius.
Cependant, si le Conseil constitutionnel a jugé que le législateur ne pouvait réprimer la contestation de l'existence et de la qualification juridique de crimes qu'il aurait lui-même reconnus et qualifiés comme tels, il ne s'est pas explicitement prononcé sur la conformité à la Constitution d'une loi mémorielle qui se bornerait à reconnaître un tel crime. Sont notamment concernées les lois relatives à la reconnaissance de l'esclavage et du génocide arménien. La réponse à cette question reste donc en suspens.

## Ukraine

### Présidence Viktor Iouchtchenko
La politique du président Viktor Iouchtchenko consiste à promouvoir la mémoire de l’Holodomor (« extermination par la famine », c’est-à-dire la famine artificielle organisée par le régime stalinien en Ukraine en 1932-1933) au rang de mythe unificateur national. Il propose une série d’initiatives législatives ayant pour but de criminaliser la négation de l’Holodomor « comme un génocide du peuple ukrainien ». Une référence aux lois mémorielles européennes servait à justifier cette démarche. La Rada reconnait l’Holodomor comme un génocide mais ne criminalise sa négation (loi n° 376‑V du 28 novembre 2006).

### Présidence Viktor Ianoukovytch
En janvier 2014, sous la présidence de Viktor Ianoukovytch, Petro Symonenko propose deux lois mémorielles :
- La première loi (loi n° 729‑VII du 16 janvier 2014) criminalise la négation ou la justification des crimes fascistes
- La deuxième loi (loi n° 728‑VII du 16 janvier 2014) criminalise la profanation des monuments de guerre[26]

### Présidence Petro Porochenko
En avril 2015, la présidence de Petro Porochenko abroge les lois Simonenko et adopte des lois mémorielles alternatives (connues comme les « lois de décommunisation »). Cette série de lois « mémorielles » (n° 316‑VIII, 314‑VIII, 315‑VIII et 317‑VIII du 9 avril 2015) vise à « désoviétiser » le pays marquant un tournant majeur en Ukraine influencé par l’Institut de la Mémoire Nationale de Volodymyr Viatrovytch, ainsi que par des mouvances nationalistes à la Verkhovna Rada.
Ces lois visent principalement à interdire les symboles soviétiques, autorisent l'ouverture des archives des services spéciaux soviétiques et reconnaissent comme combattants pour l'indépendance de l'Ukraine les nationalistes qui avaient un temps combattu aux côtés des nazis contre l'occupation soviétique. Elles interdisent toute « négation publique » de leur « caractère criminel » ainsi que la « production » et l’« utilisation publique » de leurs symboles. L'exécution de l'hymne soviétique, réintroduit par Vladimir Poutine, sera ainsi désormais passible d'une peine de prison. Les textes sont salués par une grande partie de la société qui estiment que des lois mémorielles sur les symboles soviétiques auraient dû être adoptées juste après l'indépendance de l'Ukraine de l'URSS en 1991 tandis que certains déplorent une utilisation de l'Histoire à des fins politiques.
Les lois mémorielles sont composés de quatre lois :
- La première loi vise à commémorer la victoire contre le nazisme pendant la Deuxième guerre mondiale.
- La deuxième loi, présentée par Iouri Choukhevitch, le fils du nationaliste Roman Choukhevytch est consacrée au statut des « anciens combattants pour l’indépendance de l’Ukraine ». La loi interdit toute « falsification de l’histoire », — délit qu’elle punit d’une peine de cinq ans de prison, et d’une fermeture de l’organe de presse qui serait à l’origine de la « falsification » qui mettrait en doute de la légitimité des anciens combattants
- La troisième loi condamne les régimes soviétiques et nazis, interdit l’utilisation de leur propagande et de leurs symboles, impose l’ukraïnisation des noms de rues, et des noms de villes, le démantèlement de statues afin de faire disparaître toute trace historique des soixante-dix ans de l’Ukraine soviétique.
- La quatrième loi vise à autoriser l'ouverture intégrale les archives de « l’occupation soviétique »[30]

Ces lois mémorielles ont eu des conséquences considérables, en premier lieu sur l’urbanisme ukrainien. Le processus du Leninopad (littéralement, « la chute de Lénine ») a ainsi achevé le démantèlement, spontané ou organisé, de milliers de statues de Lenine. Dans le même temps, plus de 52 000 rues et 987 localités, dont 32 villes, ont été renommées.

### Présidence Volodymyr Zelensky
En juin 2020, Anton Drobovych est nommé à l'Institut ukrainien de la mémoire nationale en remplacement de Volodymyr Viatrovych. Il propose une « décommunisation créative » ce qui n'implique pas une éradication de l'héritage de l'URSS à travers la législation mais la création de lieux de mémoires, des musées et de nouveaux centres de recherche pour réinterpréter et préserver l'héritage soviétique de l'Ukraine. Selon lui, le positionnement est que « Les gens doivent comprendre la nature criminelle du régime soviétique, mais nous n'atteindrons pas cet objectif en supprimant les œuvres d'art ».